# タジキスタン国立公園
タジキスタン国立公園（タジキスタンこくりつこうえん、タジク語: Боғи миллии Тоҷикистон、英語: Tajikistan National Park、ロシア語: Таджикский национальный парк、別名：パミール国立公園 - Pamir National Park）はタジキスタンのゴルノ・バダフシャン自治州内にある国立公園である。タジキスタン国立公園は2013年6月21日、UNESCOの自然遺産に登録された。

## 概要
タジキスタン国立公園はタジキスタン国内最大の自然保護区であり、タジキスタン東部、ゴルノ・バダフシャン自治州最北部、キルギスとの国境地域に位置する。一帯のパミール高原はインド・オーストラリアプレートとユーラシアプレートが衝突する地域であるため、南東側のカラコルム山脈と同じく頻繁に強い地震に襲われ、プレートテクトニクスと沈み込み現象の研究にとっては重要な地域である。また、氷河、高山湖、峡谷などが多い公園内には樹木のない荒涼とした景色が広がり、パミール高山砂漠・ツンドラ地域というエコリージョンに属し、パミールアルガリ、ユキヒョウ、シベリアアイベックスなどの希少種または絶滅危惧種の哺乳類および鳥類が生息している。
タジキスタン国立公園は1992年7月20日にタジキスタン政府により国立公園に指定された。この公園はもともと、タジク・ソビエト社会主義共和国時代の1991年にアンヴァール・ブズルコフ (Anvar Buzurukov) 監修のもと、国内初の自然保護区であるシルケント自然歴史公園に続く国内2番目の自然保護区として設立された。当初、タジキスタン国立公園は「パミール自然保護区」と呼ばれていたが、独立後に起こったタジキスタン内戦とその後の国内派閥争いにより公園の名称が変更になった。しかし、専門家の助けを借りることにより、UNESCOの自然遺産候補登録の際にはパミール人という民族名に囚われることなく、パミール高原という正しい地理名称を元にした「タジキスタン国立公園 - パミールの山々」（Tajikistan National Park - Mountains of the Pamirs）という名称で登録されることとなった。タジキスタン国立公園は2010年に世界遺産候補リストに登録され、公園設立後21年目の2013年6月21日、カンボジアで開催された世界遺産委員会登録会議において、タジキスタン初の自然遺産に登録された。

## 観光
タジキスタン国立公園は今日、タジキスタンの観光の大きな目玉の一つになっている。旅行者は様々な希少性のある動物や鳥類などを見るためにタジキスタン国立公園を訪れる。また、国立公園内の山間部には高山植物をはじめとする自然景観の良いスポットが数多く存在する。公園内にはフェドチェンコ氷河（総面積約700km2）、堰き止め湖のサレズ湖、衝突クレーター湖のカラクル湖の他、イスモイル・ソモニ峰（Ismoili Somoni、旧名：共産党大会峰 - 7495m、現名はサーマーン朝の君主イスマーイール・サーマーニーにちなむ）、アブー・アリー・イブン・スィーナー峰（旧名：レーニン峰 - 7134m）、コルジェネフスカヤ峰（7105m）などパミール高原内部にある標高7,000m以上の急峻な山々が数多く存在しており、登山家が多く訪れる。また、バダフシャン自治州内にはガルムチャシュマと呼ばれる鉱泉（温泉）があり、多くの観光客が訪れる。中世初期、タジキスタン国立公園のあった一帯はシルクロードの経由地としてキャラバンの隊商による交易で栄えた場所（バザール・ダラ - Bazar-Dara）であり、当時を忍ばせるモニュメントが複数存在している。また、バザール・ダラ付近には石器時代の壁画やヤチュムン砦址（タジク語: Ячмун）、カークハ（タジク語: Каакха）など歴史的な建築物が点在している。タジキスタン国立公園は、国内の自然保護区を管轄するタジキスタン自然保護省により管理されている。

## 世界遺産

### 登録基準
この世界遺産は世界遺産登録基準のうち、以下の条件を満たし、登録された（以下の基準は世界遺産センター公表の登録基準からの翻訳、引用である）。
- (7) ひときわすぐれた自然美及び美的な重要性をもつ最高の自然現象または地域を含むもの。
- (8) 地球の歴史上の主要な段階を示す顕著な見本であるもの。これには生物の記録、地形の発達における重要な地学的進行過程、重要な地形的特性、自然地理的特性などが含まれる。